# Westliche Seespitz
Westliche Seespitz är en bergstopp i Österrike.   Den ligger i distriktet Innsbruck-Land och förbundslandet Tyrolen, i den västra delen av landet, 400 km väster om huvudstaden Wien. Toppen på Westliche Seespitz är 2 775 meter över havet.
Terrängen runt Westliche Seespitz är bergig åt sydost, men åt nordväst är den kuperad. Runt Westliche Seespitz är det ganska glesbefolkat, med 26 invånare per kvadratkilometer.. Närmaste större samhälle är Sölden, 13,7 km sydväst om Westliche Seespitz. 
Trakten runt Westliche Seespitz består i huvudsak av gräsmarker.